# Losiná
Losiná är en ort i Tjeckien.   Den ligger i regionen Plzeň, i den västra delen av landet, 80 km sydväst om huvudstaden Prag. Losiná ligger 406 meter över havet och antalet invånare är 904.
Terrängen runt Losiná är huvudsakligen platt, men österut är den kuperad.Runt Losiná är det ganska tätbefolkat, med 75 invånare per kvadratkilometer. Närmaste större samhälle är Plzeň, 10,1 km nordväst om Losiná. Trakten runt Losiná består till största delen av jordbruksmark.